# Kapuzinerinnen (Dritter Orden)

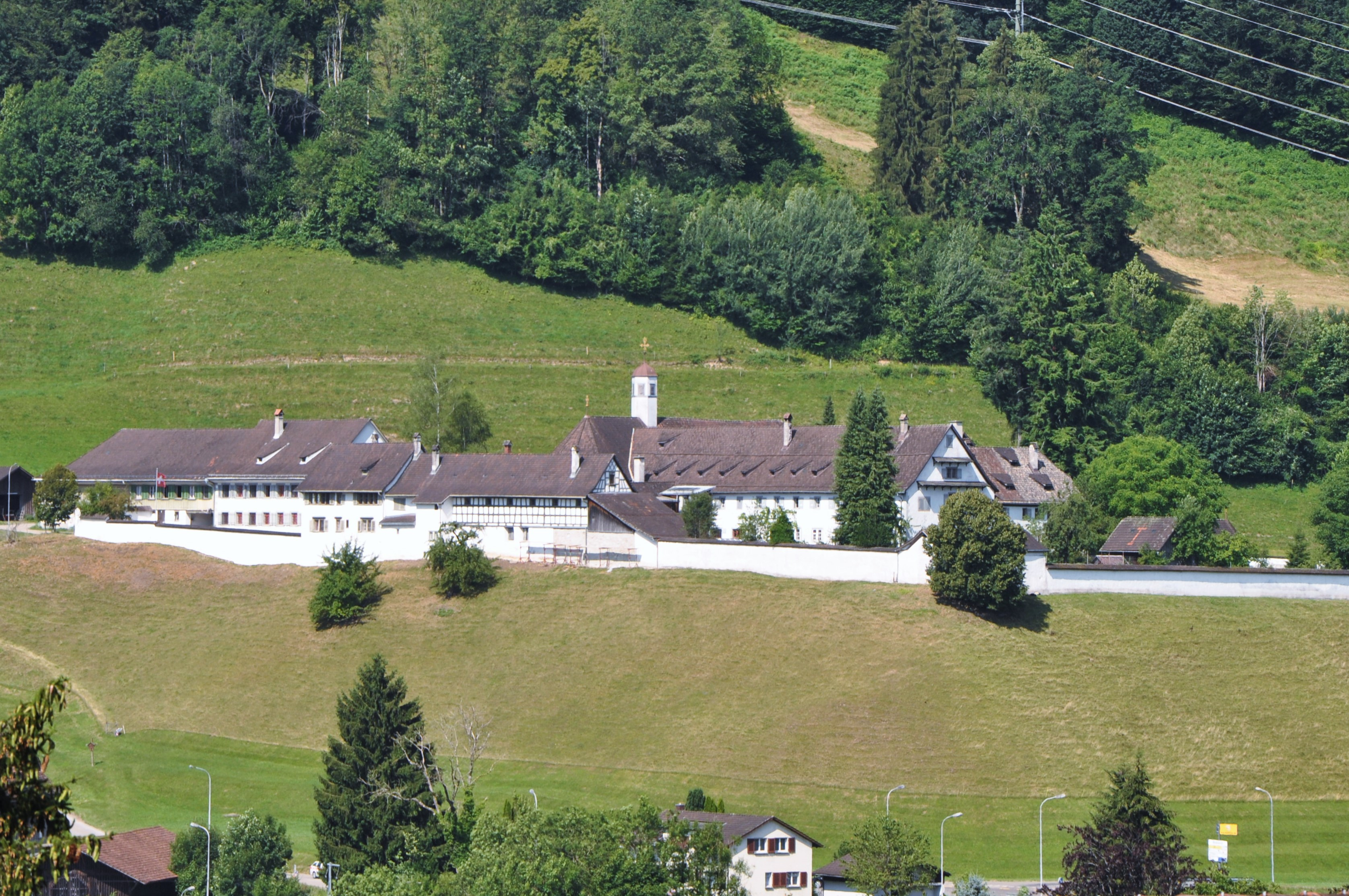
Das ehem. Kapuzinerinnenkloster St. Maria der Engel in Wattwil (Schweiz)

Die Kapuzinerinnen (lateinisch Tertius Ordo Regularis Capuccinarum, kurz TORCap) sind eine römisch-katholische Ordensgemeinschaft des regulierten Dritten Ordens des heiligen Franziskus von Assisi. Fast alle Konvente haben ihren Ursprung in franziskanischen Terziarinnenklöstern, welche im Sinne der Pfanneregger Reform ab dem 17. Jahrhundert eine Umwandlung in Kapuzinerinnenklöster erfahren haben. Ihre Konvente sind, im Gegensatz zu denjenigen der männlichen Kapuziner, rechtlich autonom und keiner Ordensprovinz zugeordnet.
Der Orden verbreitete sich hauptsächlich in der Schweiz, in Deutschland und in Österreich. Im 19. und 20. Jahrhundert folgten auch Neugründungen in Lateinamerika und in Afrika.

## Geschichte
Die Mehrzahl der älteren Kapuzinerinnenklöster haben ihren Ursprung in Waldschwestern-/Beginenklausen. Eine Zäsur in der Entwicklung der Beginengemeinschaften bildete das Konzil von Vienne (1311) und dessen Beschluss, den Beginenstatus zu verbieten. Die Beginengemeinschaften versuchten daraufhin, eine kirchlich beglaubigte Regel anzunehmen und sich so dem Verbot zu entziehen. Die überwältigende Mehrheit der Schwesterngemeinschaften schloss sich dabei dem Dritten Orden des hl. Franziskus an und war damit organisatorisch an den Franziskanerorden angebunden. Sie wurden später dementsprechend als Terziarinnenklöster bezeichnet.
Im 16. und 17. Jahrhundert erfolgte durch die Pfanneregger Reformbewegung eine Umwandlung vieler Terziarinnenklöster im Raum der heutigen Schweiz in Kapuzinerinnenklöster. Die Pfanneregger Reform nahm ihren Ursprung im Kloster Pfanneregg in Wattwil im Kanton St. Gallen und fand unter der Anleitung des Kapuziners Ludwig von Einsiedel von Sachsen und der dortigen Oberin Elisabeth Spitzlin statt. Als die Pfanneregger Schwestern im Jahr 1586 eine Wallfahrt nach Einsiedeln unternahmen, konnte Ludwig von Sachsen die Oberin Elisabeth Spitzlin zu einer strengeren Auslegung ihrer Lebensform und einer Annäherung an die Reform der Kapuziner überreden. Spitzlins Arbeit vor Ort und von Sachsens Engagement durch engen Briefkontakt sorgten schließlich dafür, dass der Konvent in Wattwil komplett neu organisiert und ausgerichtet wurde und – nach jahrzehntelangen disziplinarischen und finanziellen Problemen – wieder zu neuer Strahlkraft fand. Die Transformation des Klosters hin zur kapuzinischen Lebensform fand schnell größere Aufmerksamkeit. Insbesondere die päpstliche Nuntiatur in der Schweiz wollte die Entwicklungen in Wattwil nutzen und förderte die Übertragung der Reform auf andere Klöster ausdrücklich: Auf Nuntius Giovanni della Torre Geheiß verfasste die Schweizer Kapuzinerprovinz 1597 eine lateinische Fassung der Statuten, welche sich stark an die Statuten des männlichen Kapuzinerordens anlehnte und gemeinsam mit den deutschen Übersetzung Ludwigs von Sachsen das kirchenrechtliche und spirituelle Fundament der neuen ‚Kapuzinerinnen‘ bildete. 1599 und 1607 wurden die Satzungen der Kapuzinerinnen durch den Papst bestätigt.
Zwischen 1591 und 1602 wurden zahlreiche Pfanneregger Schwestern in die in der Eidgenossenschaft zahlreichen Terziarinnenklöster geschickt mit dem Auftrag, die dortigen Schwestern von den Vorzügen der neuen kapuzinischen Ausrichtung zu überzeugen. Schließlich schlossen sich die Klöster Wonnenstein, Luzern (Gerlisberg), Steinertobel, Altstätten, Hundtobel, und Notkersegg an. Ab 1602 engagierten sich die frisch angeschlossenen Konvente ebenfalls in der Verbreitung der Reformbewegung und überzeugten bis 1614 auch Grimmenstein-Walzenhausen, Attinghausen, Säckingen, Solothurn, Bregenz, Zug, Baden, Appenzell und Stans vom Ordensübertritt. Der Nuntiatur kamen die Entwicklung und die vorbereitende Arbeit Ludwigs von Sachsen sehr entgegen. Diese engagierten sich bereits seit längerem dafür, dass in der Eidgenossenschaft die neuen Bestimmungen des Konzils von Trient, insbesondere das Klausurgebot, beachtet werden. Der Erfolg dieser Bemühungen blieb aber lange Zeit aus und das Klausurgebot blieb insbesondere in den Terziarinnenklöstern weitgehend unbeachtet. Erst die Pfanneregger Reform – welche die Beschlüsse des Konzils von Trient mehrheitlich unterstützte – führte zur teilweisen Durchsetzung des Klausurgebots.
Im Laufe des 17. Jahrhunderts entstanden durch die Ausbreitung der Pfanneregger Reform auch mehrere Kapuzinerinnenklöster in Deutschland, Österreich und im Elsass. Im 18. und 19. Jahrhundert kamen zusätzlich missionarische Neugründungen in Lateinamerika, den USA, sowie in Zentral- und Südafrika hinzu.
Die Zeit der 1970er-Jahre bis zur Gegenwart waren für die Schweizer Kapuzinerinnen insbesondere durch stark rückläufige Schwesternzahlen geprägt. Mehrere der alten Konvente wurden bereits aufgelöst.

## Organisation
Die Kapuzinerschwestern besitzen aufgrund ihres Armutsgelübdes kein Privatvermögen und es existiert in den meisten Fällen ausschließlich ein Gemeinschaftsvermögen. Dabei fungieren Spendeneinnahmen sowie Einnahmen durch die Arbeit der Klosterschwestern als finanzielle Quellen für den Lebensunterhalt. Die Lebensweise der Kapuzinerinnen war denn auch durchwegs einfach und geprägt von körperlicher Arbeit. Dazu gehörten im 17. Jahrhundert insbesondere Web-, Spinn- und Strickarbeiten sowie erzieherische Aufgaben gegen Entgelt. Später kamen Einnahmen durch hauseigene Hostienbäckereien, Wäschereien für liturgische Textilien und Arzneimittelherstellung hinzu.
Die einzelnen Kapuzinerinnenklöster sind voneinander unabhängig und rechtlich selbständig. Der Gemeinschaft steht eine Oberin vor, welche von ihren Mitschwestern – ohne direkte Einflussnahme eines Kirchenoberen – gewählt wird. In denjenigen Klöstern, welche direkt auf die Pfanneregger Reform zurückgehen, führt sie den Titel "Mutter". Sie entscheidet in strittigen internen Fragen, vertritt das Kloster gegen Außen und verwaltet das Gemeinschaftsvermögen. Das Erscheinungsbild der Oberin unterscheidet sich allerdings bewusst nicht von demjenigen ihrer Mitschwestern. Der Habit der Kapuzinerinnen kann sich je nach Konvent unterscheiden. Üblicherweise tragen sie einen braunen Habit, der aus einem braunen Untergewand und einem braunen Skapulier besteht. Je nach Gemeinschaft wird dazu ein weißes, braunes oder rotes Zingulum sowie ein Rosenkranz über dem Untergewand getragen. Der Schleier ist in der Regel schwarz und wird über einem weißen Kragen getragen.
1958 vereinigten sich 15 Schweizer Kapuzinerinnenklöster in der Föderation St. Klara. Die einzelnen Klöster blieben jedoch – abgesehen von der regelmäßigen kirchenrechtlichen Visitation durch einen Kirchenoberen (Kapuzinerprovinzial, Bischof oder Abt) – autonome Gemeinschaften.
Die Kapuzinerinnen des regulierten dritten Ordens des Franziskus von Assisi sind nicht zu verwechseln mit den Klarissen-Kapuzinerinnen, welche Angehörige des zweiten Ordens sind und einen anderen Reformzweig bilden.